# Senecio spribillei
Senecio spribillei là một loài thực vật có hoa trong họ Cúc. Loài này được W.A.Weber mô tả khoa học đầu tiên năm 2002.